# Masakr v Rafahu
Masakr v Rafahu se odehrál 12. listopadu 1956 ve městě Rafah v tehdy egyptském Pásmu Gazy (Všepalestinský protektorát). Masakr provedly izraelské ozbrojené složky několik dní po konci suezské krize a začátku izraelské okupace Pásma Gazy a Sinajského poloostrova.
Stejně jako informace o masakru ve městě Chán Júnis, který izraelská armáda provedla 3. listopadu 1956, jsou i zdroje k masakru v Rafahu neúplné. Izraelská armáda popírá jakékoliv zločiny, ačkoliv připouští, že v této době byli zabiti někteří palestinští uprchlíci. Palestinci uvádějí, že veškeré bojové aktivity byly již v této době ukončeny. Přeživší svědci líčili, že po konci suezské krize izraelská armáda zadržovala muže starší patnácti let, a to s cílem vymýtit fedajíny a Palestince bojující v egyptské armádě. Izrael také upozornil, že palestinské obyvatelstvo Pásma Gazy bude trestáno kolektivně za jakýkoliv útok proti izraelské armádě během její okupace území, která trvala od 1. listopadu 1956 do 7. března 1957. Během tohoto období izraelská armáda zabila kolem 1000 Palestinců z tehdejší tamní populace 330 000 lidí.
Podle OSN při masakru zemřelo minimálně 111 lidí. Podle palestinských zdrojů přes dvě stě lidí.

## Pozadí
Dne 1. listopadu 1956 ráno, během suezské krize, izraelská armáda zahájila invazi do Rafahu a blízkého egyptského města Aríš. Izraelský generál Moše Dajan ve svých pamětech napsal o strategickém významu dobytí Rafahu: „Pokud by nám el-Aríš a Rafah připadly, pásmo Gazy bude izolované a samo o sobě nebude schopné vydržet.“ Do několika málo hodin obrana města padla. Izrael takto odřízl únikovou cestu do Egypta. Někteří egyptští vojáci se zbavili uniforem a snažili se splynout s místními obyvateli. Lokální přestřelky s egyptskými a palestinskými vojáky trvaly do 7. listopadu. Na území Pásma Gazy měly takto být uvězněny 4000 egyptských vojáků a palestinských bojovníků. Izraelská armáda následně začala zatýkat muže ve věku mezi patnácti a šedesáti lety. Byl vydán rozkaz, že se všichni musí hlásit u vojáků a poté byli zatčeni a vyslýcháni. Postupem dnů byly podezřelé osoby shromážděny ve městech a v uprchlických táborech Dajr al-Balah, Maghází a Nusajrát. Poté byli převezeni do věznic v Gaze a v Atlitu. Převezením do věznice v Atlitu, která se nachází v Izraeli, došlo k porušení Ženevské úmluvy, která zakazuje transport obyvatel z okupovaných území.
Ve městě Gaze dne 10. listopadu 1956 armáda shromáždila skupinu desítek mužů ve věku 17 až 25 let, a svázané a s páskou přes oči je odvezla neznámo kam. Jejich další osud není doložený. Po stažení izraelské armády v březnu 1957 byl nalezen masový hrob, ve kterém byly ostatky 36 mužů, které podle soudního lékaře odpovídaly nuceně zmizelým mužům z Gazy.

## Průběh
Dne 12. listopadu 1956 ráno izraelská armáda vyzvala všechny muže ve věku mezi 15 a 60 lety, kteří pobývali v uprchlickém táboře v Rafahu (tehdy měl populaci 32 000 uprchlíků), aby se shromáždili v místní škole. Izraelská armáda během shromažďování mužů střílela do vzduchu a popoháněla je bitím. Některé během tohoto procesu zastřelila. Podle představitelů UNRWA nebylo shromažďování izraelskou armádou dostatečně organizované a někteří Palestinci se pohybovali v panice, což izraelští vojáci vyhodnocovali jako rušení pořádku. Pokud izraelský voják usoudil, že je daný Palestinec fedajín, na místě ho zastřelil. Následně došlo k prohledávání domů a pokud byl při prohlídce nalezen muž v daném věku, byl také na místě zastřelen. Po příjezdu důstojníků bylo ukončeno zastrašování shromážděných mužů střelbou nad jejich hlavami a Izraelci začali s výslechy. Pokud vyšetřovatel došel k závěru, že je osoba nadále podezřelá, byla připravena na transport do věznic.
Těla zabitých byla převezena do západní čtvrti Rafahu a zde ponechána na ulici. Příbuzní zabitých navzdory zákazu vycházení těla přenesli do domovů a později pohřbili. Pohřbívání bylo osobní a spontánní, čímž dnes není možné vést přesnou evidenci zabitých.

## Důsledky
Izraelská armáda se z Pásma Gazy a Sinaje stáhla v březnu 1957. Učinila tak po hrozbě uvalení ekonomických sankcí ze strany amerického prezidenta Dwighta D. Eisenhowera. Na Sinaji je nahradily Pohotovostní jednotky OSN. O masakru se krátce poté začalo psát v zahraničním tisku, kde byl uveden počet obětí kolem šedesáti. Dne 28. listopadu 1956 izraelský premiér David Ben Gurion na interpelaci komunistického poslance uvedl vládní oficiální verzi událostí. V Rafahu měly vypuknout nepokoje kvůli egyptskému podněcování a budova UNRWA byla vystavena útoku a při potlačení nepokojů bylo zabito asi 48 lidí.
Kvůli mezinárodnímu pohoršení masakry palestinského obyvatelstva na čas přestaly.

## Zpráva OSN
Dne 15. prosince 1956 byla Valnému shromáždění OSN předložena Zvláštní zpráva ředitele Úřadu OSN pro palestinské uprchlíky na Blízkém východě pokrývající období od 1. listopadu 1956 do poloviny prosince 1956. Podle zprávy byly okolnosti masakru zpochybnitelné. Podle šetření UNRWA došlo k potvrzení 111 zabitých (z nich 103 uprchlíků, 7 místních obyvatel a 1 Egypťana). Zpráva uváděla také výpovědi obou stran v „incidentu v Chán Júnis“. Podle zprávy UNRWA „ředitel obdržel od zdrojů, které považuje za důvěryhodné, seznamy jmen osob údajně zabitých 3. listopadu, čítající 275 osob“.

## Kulturní zpracování
V roce 2009 vydal Joe Sacco komiks věnující se těmto masakrům s názvem Footnotes in Gaza (česky vydáno jako: Gaza: Poznámky pod čarou dějin). Příběh je zpracovaný na základě výpovědí očitých svědků, přičemž Sacco nikdy neskrýval, že mu nešlo o objektivní zpracování.